# João Gonçalves Filho
João Gonçalves Filho (Rio Claro, 7 dicembre 1934 – San Paolo, 27 giugno 2010) è stato un nuotatore e pallanuotista brasiliano.

## Biografia
Ha partecipato, come nuotatore, ai Giochi di Helsinki 1952 e di Melbourne 1956, gareggiando nei 100m dorso e nella Staffetta 4x200m sl. Come pallanuotista ha partecipato ai Giochi di Roma 1960, di Tokyo 1964 e di Città del Messico 1968. A questi ultimi ha avuto l'onore di rappresentare il suo Paese come Portabandiera alla Cerimonia di apertura.
Le maggiori soddisfazioni sono arrivate nei Giochi panamericani, dove sia come nuotatore, che come pallanuotista, è salito più volte sul podio.
Era il nonno dell'anche esso pallanuotista olimpico Gustavo Guimarães.